# Делта Кубања
Делта Кубања (рус. Дельта Кубани) једна је од највећих делти на подручју Русије. Налази се на ушћу реке Кубањ, на западу Краснодарске Покрајине Русије. Површина делте је око 4.300 km², што је четвртина размере делте Волге, највеће делте у Европи. 
Делта Кубања заузима целу површину Таманског полуострва и готово половину источне обале Азовског мора. Обална линија делте простире се од града Приморско-Ахтарска на северу до села Нижњи Џемер на југу. Главни водоток Кубања се улива у Азовско море северно од града Темрјука, а најважнији рукавац је Протока који се од главног тока одваја јужно од града Славјанск на Кубану. Кроз Протоку која се у Азов улива код села Ачујева ка мору одлази нешто мање од половине укупне воде у реци.
Укупна дужина обалне линије на подручју делте је око 280 km, од чега је 160 km азовске и око 120 km црноморске обале. Као почетна тачка Кубањске делте узима се 116 km узводно од ушћа главног тока. 
Савремена делта Кубања представља јако замочварену приморску низију засуту огромним количанама наносног материјала са Кавказа и испресецану бројним каналима, рукавцима, лиманима, језерима, мочварама и заливима. Од око 13,5 km³ воде коју река Кубањ сваке године донесе до мора, око 2,5 km³ водене масе се директно задржава у наплавним равницама и мочварама широм делте.